# Z1 Leberecht Maass
Z1 Leberecht Maass (Leberecht Maaß) – niemiecki niszczyciel z okresu przedwojennego i II wojny światowej, główny okręt Typu 1934, nazywanego też typem Leberecht Maass (spotyka się też nieprawidłową pisownię „Leberecht Maas”).

## Budowa
Zamówiony 7 lipca 1934, położenie stępki – 10 października 1934, wodowanie – 18 sierpnia 1935, wejście do służby – 14 stycznia 1937. Zbudowany w stoczni Deutsche Werke w Kilonii (numer stoczniowy K242). W systemie oznaczeń niemieckich niszczycieli miał numer Z1, nie nosił natomiast numeru burtowego. Nazwę nadano mu na cześć niemieckiego kontradmirała Leberechta Maassa, dowódcy Sił Rozpoznawczych, który zginął w bitwie koło Helgolandu 28 sierpnia 1914 na pokładzie krążownika „Köln”.

## Służba

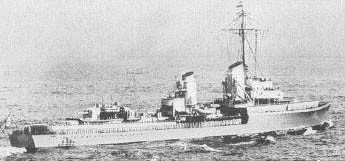
„Leberecht Maass” w 1938 r.

Po wejściu do służby, „Leberecht Maass” był do 10 września 1939 okrętem flagowym niemieckiego Dowódcy Torpedowców (FdT), kadm. Lütjensa. 19 sierpnia 1938 uczestniczył w rewii floty przed Hitlerem i węgierskim regentem Horthym. W kwietniu-maju 1939 pływał na wody Hiszpanii i Maroka. W maju 1939 wziął udział w zajęciu Kłajpedy przez Niemców.
Tuż przed wybuchem II wojny światowej i podczas kampanii wrześniowej patrolował polskie wybrzeże. Pod flagą kontradmirała Lütjensa, wziął udział 3 września 1939 wraz z niszczycielem „Wolfgang Zenker” w pojedynku artyleryjskim z polskim niszczycielem ORP „Wicher” i stawiaczem min ORP „Gryf”, stojącymi w porcie w Helu oraz baterią cyplową w Helu. Uszkodził jednym pociskiem działka przeciwlotnicze na „Gryfie” (1 zabity), lecz następnie sam został uszkodzony jednym trafieniem „Gryfa” lub baterii cyplowej w maskę działa dziobowego nr 2 i poniósł straty 4 zabitych i 4 rannych.
Podczas operacji Wikinger niemieckich niszczycieli przeciw brytyjskiemu rybołówstwu, 22 lutego 1940 ok. 19.45 został omyłkowo zbombardowany przez niemiecki bombowiec Heinkel He 111 z eskadry 4./KG 26. Został trafiony bombą 50 kg w nadbudówkę dziobową, od której zginął dowódca okrętu kmdr ppor Fritz Bassenge i prawdopodobnie dwiema bombami w okolicę drugiego komina podczas drugiego ataku samolotu ok. 19.56. Możliwe również, że dodatkowo wpadł na jedną z min postawionych w tym rejonie przez brytyjskie niszczyciele 20. flotylli. W efekcie, „Leberecht Maass” wybuchł, przełamał się na dwie części i zatonął na północny zachód od wyspy Borkum (zginęło 282 ludzi załogi, uratowano 60, z tego 1 zmarł). W tej samej operacji zatonął również niszczyciel „Max Schultz”.
Dowódcy:
- kmdr ppor (Korvettenkapitän) Friedrich Traugott Schmidt: 14 stycznia 1937 – 29 września 1937
- kmdr por (Fregattenkapitän) Gerhard Wagner: 4 października 1937 – 4 kwietnia 1939
- kmdr ppor Fritz Bassenge: 5 kwietnia 1939 – 22 lutego 1940

## Dane techniczne
- wyporność:
  - standardowa: 2232 t
  - pełna: 3156 t
- wymiary:
  - długość: 119 m
  - szerokość: 11,3 m
  - zanurzenie: 4,3 m
- napęd: 2 turbiny parowe o mocy łącznej 70 000 KM, 6 kotłów parowych Wagnera (ciśnienie pary 70 atm), 2 śruby
- prędkość maksymalna: 38 w.
- zasięg: 1900 mil morskich przy prędkości 19 w.
- zapas paliwa: 770 t. mazutu
- załoga: 325

Uzbrojenie i wyposażenie
- 5 dział 128 mm (nominalnie 12,7 cm) SK C/34 w pojedynczych stanowiskach, osłoniętych maskami (5xI).
  - długość lufy L/45 (45 kalibrów), donośność maksymalna 17 400 m, kąt podniesienia +30°, masa pocisku 28 kg, zapas amunicji 120 na działo.
- 4 działka przeciwlotnicze 37 mm SK C/30, półautomatyczne, podwójnie sprzężone na podstawach LC/30 (2xII)
- 6 działek przeciwlotniczych 20 mm (6xI)
- 8 wyrzutni torpedowych 533 mm (2xIV), 12-16 torped
- 18 bomb głębinowych (zrzutnia bg)
- możliwość zabrania 60 min morskich

- szumonamiernik GHG
- system kierowania ogniem artylerii głównej: dwa 4-metrowe dalmierze stereoskopowe (na nadbudówce dziobowej i śródokręciu), centrala artyleryjska C34/Z